# The Nips
The Nipple Erectors (також відомі як The Nips) — англійський панк-рок-гурт, що сформувався в Лондоні в 1976 році за ініціативи художниці Шанні Бредлі. Гурт відомий як перший музичний колектив фронтмена The Pogues Шейна МакҐована.

## Кар'єра
Спочатку гурт складався з Шейна МакҐована (відомого на той час під прізвиськом «Шейн О'Хуліган»), який займав позицію вокаліста і композитора, Шанні Бредлі — басистка, композитор, Роджера Таундроуа — гітарист та Аркана Вендетти — барабанщик. Thr Nipple Erectors мали свій перший концерт у Roxy Club Covent Garden. У 1977 році гурт випустив чотири сингли, та один альбом з записами живих виступів у період між 1978 і 1981 роками. Натхненні The Stooges, The Nipple Erectors використовували у своїй музиці елементи рокабіллі та гаражного року 1960-х років.
Після виходу свого першого синглу «King of the Bop» / «Nervous Wreck», в червні 1978 року, на Soho Records, гурт перейменували на The Nips і випустили гараж-панк-пісню «All The Time in the World» / "Private Eye"з Філом Роулендом з Eater on drums. До травня 1979 року склад гурту змінився, приєднався гітарист Ґейвін «Фріц» Дуглас. Гімн павер-попу, «Gabrielle», вийшов у листопаді 1979 року, спочатку на Soho Records, а потім перевиданий на Chiswick Records, з Джоном («Ґрінні») Ґрінтоном (екс-Skrewdriver) на барабанах. До моменту виходу пісні, Джона Ґрінтона замінив Роджер Тревіс Вільямс. Гітарна гра Ґейвіна Дугласа у «Gabrielle» ознаменувала наближення гурту до більш мелодійного стилю.
Концертний альбом Only the End of the Beginning був випущений у 1980 році на Soho Records, з використанням запису, зробленого під час туру з Purple Hearts. Два інші живі записи з'явились потім — Live at The 101 Club і Live at the Hope and Anchor, записані в кінці 1979 року.
У 1980 році The Nips записали демо-версію для Polydor Records у своїй студії на Бонд Стріт. ЇЇ спродюсував Пол Веллер. Для цього було записано чотири пісні, серед яких «Happy Song», «Nobody to Love», «Ghost Town» і «Love To Make You Cry». У записі брали участь Шейн МакҐован як вокаліст, Шанні Бредлі на басу, Ґейвін Дуглас на гітарі та Марк Гаррісон на барабанах. «Happy Song»/«Nobody to Love» була випущена як сингл у жовтні 1981 року на Test Pressing Records. The Nips оголосили пресі про відхід від музичної діяльності після останнього концерту в лондонському Ковент-Гарден-Рок-саду 10 березня 1980 року. МакҐован і Бредлі повернули гурт пізніше цього ж року, хоча і ненадовго. Членами гурту стали також Джеймс Фірнлі на гітарі та Джон Мосс на барабанах. Цей склад відіграв останній концерт у Лондоні в грудні 1980 року. У 1981 році Джон Мосс приєднався до Boy George, щоб утворити Culture Club.
Протягом 1981 року, Бредлі повів гурт в іншому напрямку, відмінному від традиційного року, щоб поєднати грецьку, критську та ірландську фольк -музику. Популярна ірландська та американська народна пісня «Poor Paddy Works on the Railway» раніше була частиною їхнього концертного списку пісень. До складу групи увійшли МакҐован з Бредлі, а також Джон Хаслер (екс-Madness) і Девід Раттрей. Пізніше цього року Бредлі вирішив відпочити від музики. Шейн МакҐован і Джон Хаслер продовжували грати в Pogue Mahone, пізніше скоротившись до The Pogues. У 1984 році Шанні Бредлі стала співзасновницею гурту The Men They Could Hang, який грав на «The Alternative Country and Western Festival» у березні 1984 року в The Electric Ballroom в Камдені.
У 1987 році лейбл Big Beat випустив антологію LP під назвою Bops, Babes, Booze і Bovver, зараховану до Nips n Nipple Erectors. Він вміщував обидві сторони перших трьох синглів, виданих на Soho, а також додає два невиданих: «So Pissed Off» і «Stavordale Rd, N5». Останнє видання CD додало ще два невиданих сингли: «Venus in Bovver Boots» і «Fuss & Bother».

## Відновлення діяльності
6 травня 2008 року The Nipple Erectors реформувалися, граючи на таємному концерті в 100 Club, Оксфорд-стріт, Лондон. Гурт складався з Шанні Бредлі, Шейна МакҐована, Еріка «Ле Батона» Баксторпа і Фріца Дугласа. Дочка Бредлі — Евкаліпта, виконувала партії бек-вокалу у 'Gabrielle'. Гув також виступив ще через місяць, хоча цього разу без МакҐована, який був замінений Евкаліптою.

## Дискографія

### Сингли
- «King of the Bop» (b/w «Nervous Wreck») (1978), Soho Records
- «All the Time in the World» (b/w «Private eye») (1979), Soho Records
- «Gabrielle» (b/w «Vengeance») (1980), Soho Records
- «Happy Song» (b/w «Nobody To Love») (1981), Test Pressings Records

### Альбоми
- Only the End of the Beginning (1980), Soho Records
- Bops, Babes, Booze and Bovver (1987), Big Beat Records
- The Tits of Soho (2000), Bovver Boot Company